# Resolutie 968 Veiligheidsraad Verenigde Naties
Resolutie 968 van de Veiligheidsraad van de Verenigde Naties werd unaniem aangenomen op 16 december 1994. Middels deze resolutie richtte men de UNMOT-waarnemingsmissie in Tadzjikistan op.

## Achtergrond
Na de val van de Sovjet-Unie werden er in 1991 verkiezingen gehouden in Tadzjikistan. Begin 1992 kwam de oppositie in opstand tegen de uitslag – de oud-communisten hadden gewonnen – ervan. Er brak een burgeroorlog uit tussen de gevestigde macht en hervormingsgezinden en islamisten uit de achtergestelde regio's van het land, die zich hadden verenigd. In 1997 zou er onder VN-bemiddeling uiteindelijk een
vredesakkoord gesloten.

## Inhoud

### Waarnemingen
Er waren gesprekken aan de gang tussen de overheid en oppositie in Tadzjikistan. Er waren afspraken voor een tijdelijk staakt-het-vuren en het staken van de vijandelijkheden voor zolang die gesprekken liepen. Er was ook een protocol getekend over een gezamenlijke commissie om dat akkoord uit te voeren. In de eerste plaats moesten de partijen zelf hun geschil oplossen. Internationale hulp zou er zijn bij de verzoening, verkiezingen en vertrouwensmaatregelen. Beide partijen hadden aangegeven naar een politieke oplossing te willen zoeken. Vredeshandhavers van het GOS zouden in samenwerking met VN-waarnemers toezien op het staakt-het-vuren.

### Handelingen
De Veiligheidsraad besloot de VN-Missie van Waarnemers in Tadzjikistan (UNMOT) op te richten volgens het plan van secretaris-generaal Boutros Boutros-Ghali en met het volgende mandaat:
a. de gezamenlijke commissie bijstaan met het toezicht op de uitvoering van het akkoord;
b. schendingen van het staakt-het-vuren onderzoeken en rapporteren;
c. mee helpen bemiddelen;
d. nauw contact houden met de partijen en andere missies ter plaatse;
e. de missie van de secretaris-generaal steunen;
f. humanitaire hulp mee helpen coördineren.
De missie werd opgericht voor zes maanden, maar zou enkel blijven bestaan na 6 februari 1995 als de partijen het gesloten akkoord verlengden en bleven werken aan het staakt-het-vuren, verzoening en democratie. Tadzjikistan werd opgeroepen snel een status of mission-akkoord te sluiten met de VN. Ook moesten beide partijen zo snel mogelijk tot een algeheel politiek akkoord komen.
Voorts werd de vrijlating van krijgsgevangenen verwelkomd en riep de Veiligheidsraad op om nog meer zulke vertrouwensmaatregelen te nemen, alsook het Rode Kruis toegang te geven tot alle krijgsgevangenen. Alle landen moesten meewerken aan de verzoening van de partijen en de humanitaire hulp. De secretaris-generaal werd gevraagd een fonds op te zetten waarnaar vrijwillige bijdragen konden worden overgemaakt.

## Verwante resoluties
- Resolutie 999 Veiligheidsraad Verenigde Naties (1995)
- Resolutie 1030 Veiligheidsraad Verenigde Naties (1995)

Lijst ·  893 ·  894 ·  895 ·  896 ·  897 ·  898 ·  899 ·  900 ·  901 ·  902 ·  903 ·  904 ·  905 ·  906 ·  907 ·  908 ·  909 ·  910 ·  911 ·  912 ·  913 ·  914 ·  915 ·  916 ·  917 ·  918 ·  919 ·  920 ·  921 ·  922 ·  923 ·  924 ·  925 ·  926 ·  927 ·  928 ·  929 ·  930 ·  931 ·  932 ·  933 ·  934 ·  935 ·  936 ·  937 ·  938 ·  939 ·  940 ·  941 ·  942 ·  943 ·  944 ·  945 ·  946 ·  947 ·  948 ·  949 ·  950 ·  951 ·  952 ·  953 ·  954 ·  955 ·  956 ·  957 ·  958 ·  959 ·  960 ·  961 ·  962 ·  963 ·  964 ·  965 ·  966 ·  967 ·  968 ·  969